# Медведєв Дмитро Анатолійович
Дмитро́ Анато́лійович Медве́дєв (рос. Дми́трий Анато́льевич Медве́дев; нар. 14 вересня 1965, Ленінград) — російський державний і політичний діяч. Заступник голови Ради Безпеки РФ з 16 січня 2020 року.
Голова Уряду Російської Федерації (з 8 травня 2012 до 15 січня 2020 року). Третій Президент Російської Федерації (з 7 травня 2008 до 7 травня 2012 року). Голова політичної партії «Єдина Росія» (з 26 травня 2012). У 2000—2001, 2002—2008 рр. — голова ради директорів ВАТ «Газпром». З 14 листопада 2005 року до 7 травня 2008 року — перший заступник голови Уряду Російської Федерації, куратор пріоритетних національних проєктів. Кандидат юридичних наук (1990). За президентства Медведєва Росія почала російсько-грузинську війну, результатами якої стали окупація територій Грузії та утворення Південної Осетії та Абхазії.
За висновками низки матеріалів Фонду боротьби з корупцією Олексія Навального, зокрема відомого розслідування «Він вам не Дімон», він володіє декількома дачами й резиденціями. Від початку повномасштабного російського вторгнення в Україну 2022 року перебуває під персональними санкціями Євросоюзу, Великобританії, США, Канади, Нової Зеландії та Японії. Перебуває в розшуку СБУ за звинуваченнями в посяганні на територіальну цілісність й недоторканість України.

## Життєпис
Народився 14 вересня 1965 року в Ленінграді.
Батько — Анатолій Опанасович Медведєв, професор Ленінградського технологічного інституту імені Ленради (помер 2004 року); мати — Юлія Веніамінівна (до шлюбу Шапошникова), філологиня, — викладала в Педагогічному інституті ім. Герцена, пізніше працювала екскурсоводкою в музеї.

### Освіта
Закінчив юридичний факультет Ленінградського університету (як і багато пітерських наближених Путіна). Після вступу до університету з 1982 до 1983 року працював лаборантом в технологічному інституті, щоб мати надбавку до стипендії. Після закінчення ЛДУ Медведєв вступив до аспірантури й 1990 року захистив кандидатську дисертацію з приватного права. 1990 року почав працювати в Ленінградській міській раді народних депутатів. З 1990 до 1999 року Медведєв був асистентом, потім доцентом кафедри Санкт-Петербурзького державного університету.
Кандидат юридичних наук, доцент.

### Кар'єра
Медведєв — наймолодший з петербурзького оточення Путіна, знає Путіна з 1990 року, який тоді був головою комітету із зовнішніх зв'язків мерії Санкт-Петербурга й часто співпрацював з Дмитром Медведєвим як юридичним експертом. Експертом комітету, який очолював Путін, Медведєв був з 1991 до середини 90-х років.
У листопаді 1999 року, коли Володимир Путін був прем'єром Росії, Медведєв був призначений на посаду заступника керівника апарату уряду. У грудні 1999 року указом в. о. президента Росії Володимира Путіна був призначений заступником керівника адміністрації президента, і довгий час працював заступником Олександра Волошина. У лютому-березні 2000 року очолював передвиборчий штаб кандидата на пост президента РФ Володимира Путіна. У червні 2000 року був призначений першим заступником Керівника Адміністрації Президента РФ.
У червні 2000 року увійшов до складу ради директорів ВАТ «Газпром» як представник держави і був обраний його головою. Через рік обійняв посаду заступника голови ради директорів ВАТ «Газпром». Улітку 2002 року був обраний головою ради директорів компанії.
2001 року в складі колективу авторів отримав премію уряду Російської Федерації в галузі освіти за створення тритомного підручника «Цивільне право для юридичних вищих навчальних закладів», що згодом неодноразово перевидавався. Медведєв відомий у колі фахівців своїми працями в області транспортного права, правосуб'єктності юридичних осіб та правового регулювання кредитних і розрахункових відносин.
У жовтні 2003 року призначений керівником адміністрації президента РФ. У березні 2004 року в ході реорганізації адміністрації зберіг свою посаду.
З 2005 року — почесний доктор права юридичного факультету СПбДУ.
14 листопада 2005 року призначений першим заступником голови уряду.
Медведєв — один з найближчих до президента Путіна федеральних чиновників. На виборах президента Росії 2004 року очолював передвиборчий штаб кандидата в президенти Володимира Путіна.

## Президент Російської Федерації (2008—2012)

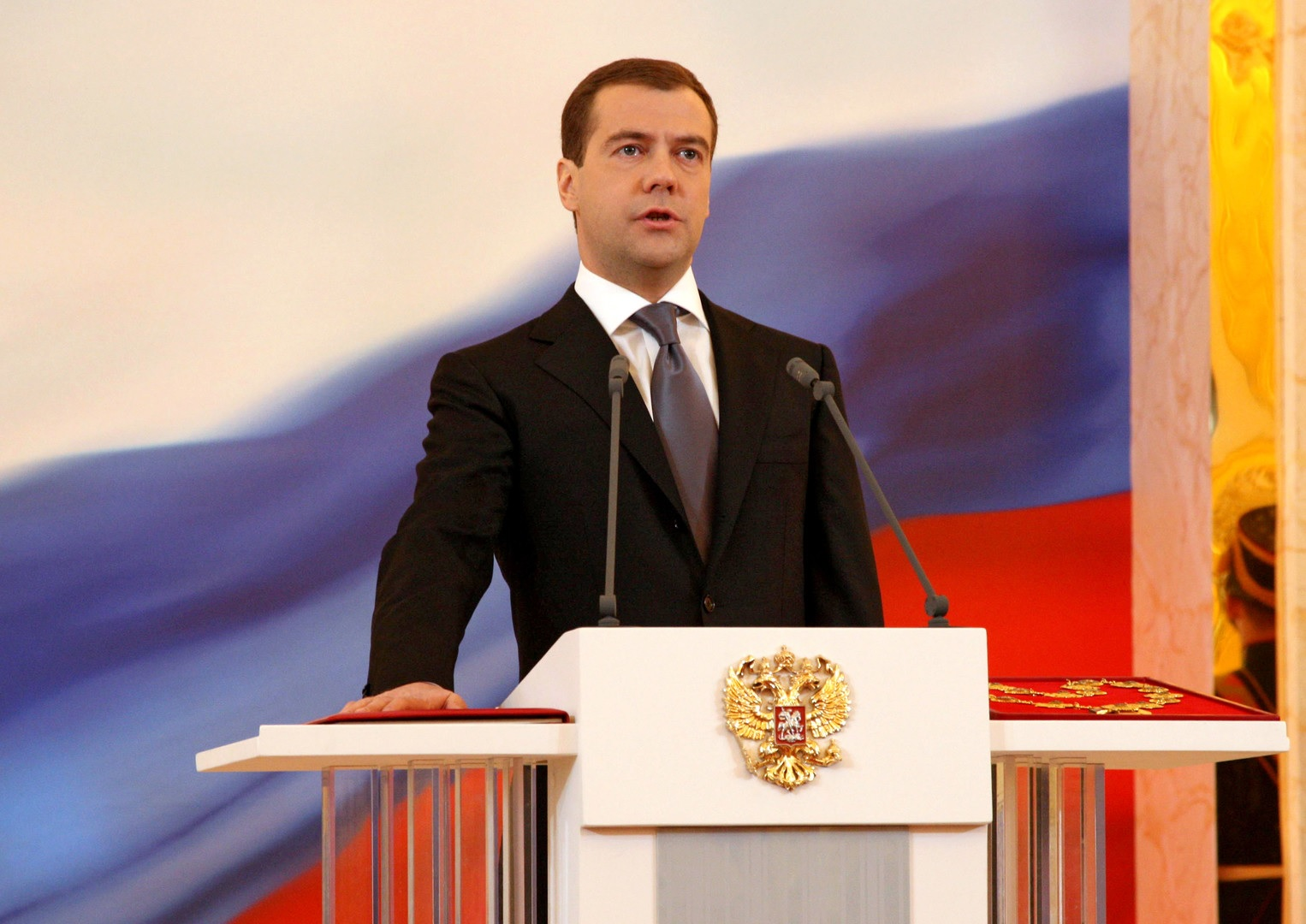
Інавгурація, 7 травня 2008 року

10 грудня 2007 року Путін разом з пропрезидентською партією «Єдина Росія» підтримав кандидатуру Медведєва як нового президента Росії на виборах 2008 року.
2 березня 2008 Дмитро Медведєв переміг на президентських виборах в Росії з результатом 70,28 % голосів. 7 травня склав присягу й обійняв посаду третього президента Російської Федерації.

### Російсько-грузинська війна
У серпні 2008 року загострилися відносини в Південній Осетії — зоні присутності російських миротворців. Введення грузинських військ на територію невизнаної республіки та обстріл її столиці міста Цхінвалі Медведєв назвав актом агресії проти миротворців і мирних жителів. 9 серпня він заявив про початок операції «з примусу до миру» — у той же день до Південної Осетії ввійшли російські танки та бронетранспортери, а російські ВПС завдали авіаударів по військових об'єктах на території Грузії. План врегулювання в зоні грузино-південноосетинського конфлікту, вироблений у ході переговорів президента Медведєва з президентом Франції Ніколя Саркозі, був підписаний того ж місяця.
26 серпня Медведєв заявив, що підписав укази про визнання Російською Федерацією незалежності Південної Осетії та Абхазії (тимчасово окуповані території Грузії).
20 грудня 2007 року під час подачі документів у Центральну виборчу комісію Російської Федерації повідомив, що покине пост голови Ради директорів ВАТ «Газпром», якщо буде обраний президентом Росії, відповідно до законодавства.

Виборчий штаб Дмитра Медведєва очолив керівник Адміністрації президента Сергій Собянін, який пішов у відпустку на час роботи в ньому.

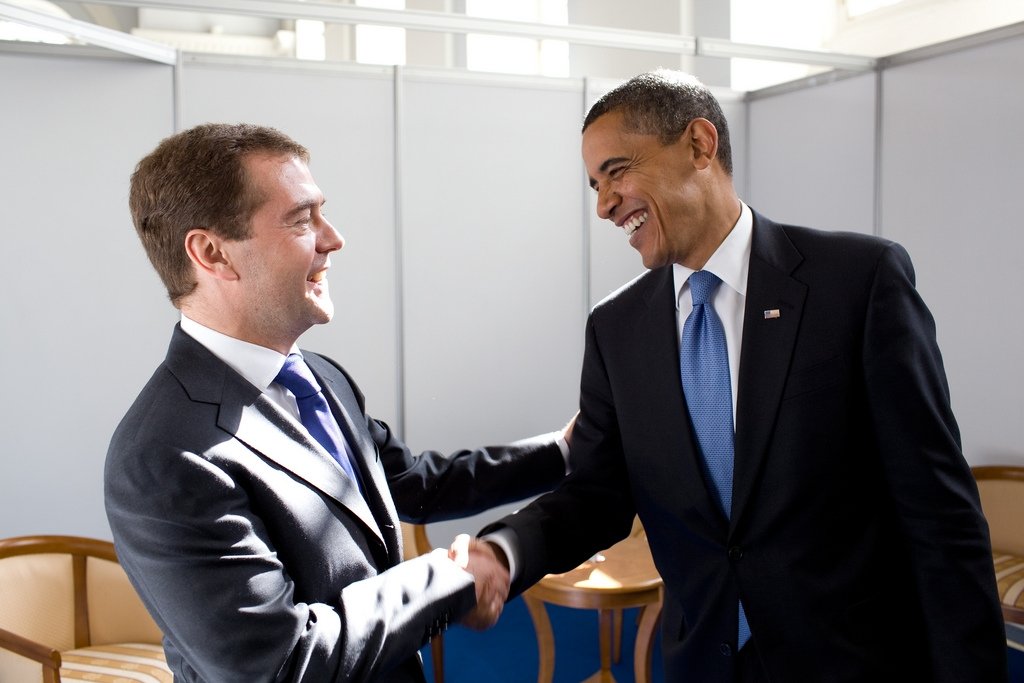
На зустрічі з президентом США Обамою, 2009

2 березня 2008 року обраний на посаду президента Російської Федерації. Залишаючись членом Уряду, був обраним Президентом Російської Федерації аж до офіційного вступу на посаду президента Російської Федерації.
27 травня 2008 року Дмитро Медведєв склав з себе повноваження голови Ради директорів ВАТ «Газпром», рівно через місяць його наступником на цій посаді стане Віктор Зубков, який також став наступником Медведєва на посту першого віцепрем'єра.
Подальші події
3 липня 2008 року Медведєвим була прийнята нова «Концепція державної політики Російської Федерації щодо російського козацтва», метою якої є розвиток державної політики РФ щодо «відродження російського козацтва».
6 вересня 2008 року указом № 1316 «Про деякі питання Міністерства внутрішніх справ РФ» ліквідував Департамент з боротьби з організованою злочинністю, а також всю регіональну систему Убозів.
У зверненні Федеральним зборам, зачитаному 5 листопада 2008 року в Георгіївському залі Великого Кремлівського палацу, Медведєв розкритикував США і запропонував внести поправки до Конституції Росії.
10 вересня 2009 року опублікував в інтернеті статтю «Росія, вперед!», де виклав свої погляди на майбутнє Росії та окреслив пріоритетні напрямки. Фраза Мєдвєдєва стала мемом у рунеті. Більшості росіянам відомий вислів «Роисся вперде».
У квітні 2010 року провів переговори з тодішнім президентом України Януковичем, за підсумками яких було підписано Харківські угоди.
1 березня 2011 року почалась реформа МВС — міліція в Російській Федерації офіційно припинила своє існування. Переатестація співробітників почалася з керівників центрального апарату і територіальних органів МВС, а потім її почали проходити старший, середній і молодший начальницький склад органів внутрішніх справ. Співробітники, що не пройшли атестацію або відмовилися від її проходження, були звільнені з лав МВС.
2012 року вирішив не балотуватися в президенти на другий термін.

## Голова Уряду (2012—2020)

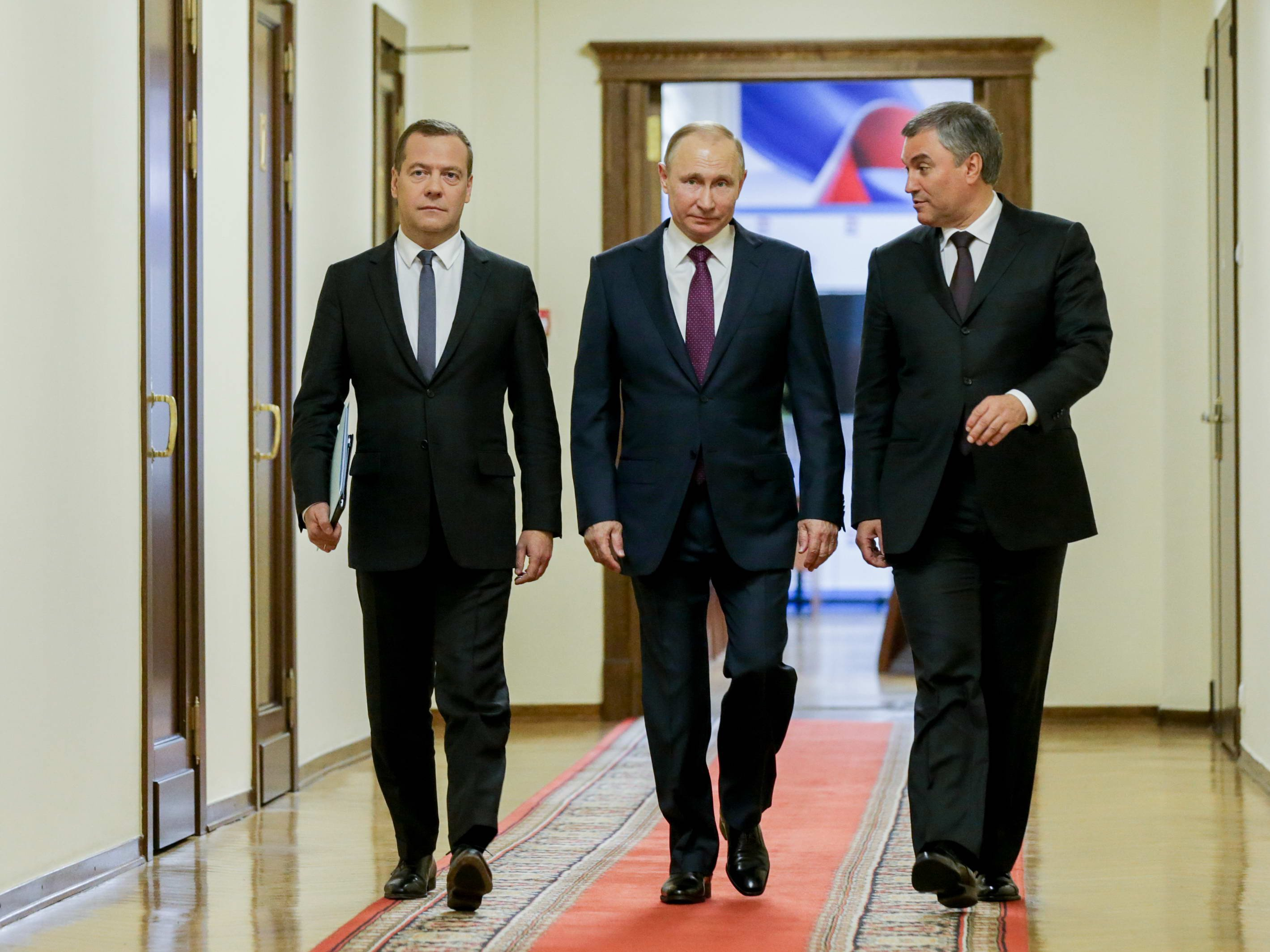
Путін, Медведєв і голова Держдуми РФ Володін у Думі РФ, 8 травня 2018 року

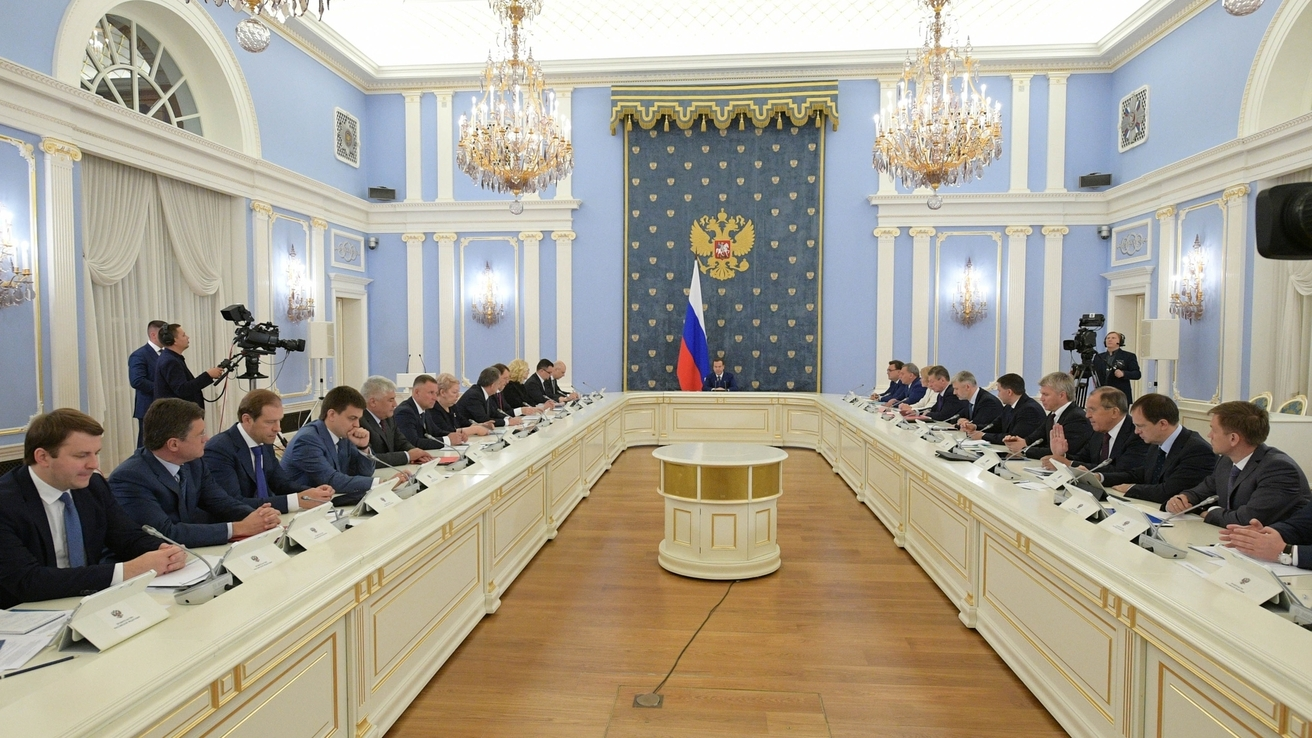
Засідання Уряду РФ під головуванням Дмитра Медведєва, Москва, Будинок Уряду, 6 червня 2018

7 травня 2012 року Президент Росії Путін вніс до Держдуми РФ кандидатуру Медведєва для отримання згоди на призначення його Головою Уряду РФ.
З 21 травня 2012 року — голова уряду РФ.
26 травня 2012 року обраний головою партії «Єдина Росія».
8 травня 2018 року Держдума РФ дала свою згоду (за призначення Медведєва прем'єром проголосували 374 депутати від Єдиної Росії та ЛДПР, а 56 депутатів від фракцій Справедлива Росія та КПРФ проголосували проти).
Другий уряд Медведєва було остаточно сформовано 18 травня 2018 року.
Медведєв у своїй першій промові пообіцяв внести законопроєкт про пенсійну реформу в Державну думу. Такий законопроєкт він представив росіянам 14 червня, а через два дні вніс в Думу, законопроєкт був розглянутий протягом літа і вересня та остаточно прийнятий 3 жовтня. Пенсійна реформа (2019—2028) стартувала 1 січня 2019 року.
Одночасно з пенсійним законопроєктом, 14 червня 2018 року, глава уряду Дмитро Медведєв оголосив про підвищення ПДВ до 20 %.
24 липня 2018 року Держдума в остаточному читанні ухвалила закон про ПДВ, потім його схвалила Рада Федерації. Новий закон про підвищення ПДВ набув чинності з 1 січня 2019 року.
15 січня 2020 року, через дві години після оголошення президентом Росії Володимиром Путіним послання Президента Росії Федеральним Зборам РФ, Медведєв оголосив про відхід у відставку уряду в повному складі, ухвалюючи таке рішення на тлі фундаментальних змін в Конституцію, які були запропоновані президентом у цьому зверненні. Путін доручив старому складу виконувати обов'язки до призначення нового уряду і запропонував призначити Дмитра Медведєва на посаду заступника голови Ради Безпеки РФ.

## Заступник голови Ради безпеки РФ
Указом президента Росії від 16 січня 2020 року Медведєва призначено заступником голови Ради Безпеки РФ. 16 березня 2023 року італійська розвідка попередила про можливе планування замаху на міністра оборони Італії Гвідо Крозетто. За даними італійських ЗМІ, замах замовив Медвєдєв за $15 млн. Медвєдєв назвав Крозетто «рідкісним дурнем» у відповідь на заявву Крозетто, що в разі входження танків РФ до Києва почалась би Третя світова війна.

## Нагороди
- Відзнака «Іменна вогнепальна зброя» (Україна, 10 серпня 2010)[23]
- Відзнака «Іменна вогнепальна зброя» (Україна, 1 вересня 2011)[24]
- Медведєв — дійсний державний радник РФ 1 класу, член президії координаційної ради Російського союзу юристів.

## Санкції, розслідування
Фігурант бази даних центру «Миротворець» як особа, що становить загрозу національній безпеці України і міжнародному правопорядку. Знаходиться під санкційними списками Євросоюзу, США, Канади, Нової Зеландії та Японії.
З жовтня 2022 року перебуває в розшуку СБУ за звинуваченнями в посяганні на територіальну цілісність й недоторканість України.

## Родина
- Дружина Світлана (Лінник)
- Син Ілля (1995 року народження)

## Цікаві факти
Зріст Медведєва — 162 см, це один із найнижчих на зріст сучасних політичних керівників держав світу, найнижчий лідером СРСР і Росії з часів Микити Хрущова (той мав зріст 158 см).

## Антиукраїнські погляди та висловлювання
Дмитро Медведєв називав Україну Малоросією і в інтерв′ю російським пропагандистам стверджував, що Україна — це частина Росії і вона завжди була населена російським населенням. Дмитро Медведєв також вживає слово «малоросійські» та назвав столицю України Київ російським містом. Д. Медведєв заявив, що Росія завжди буде воювати з Україною та буде прагнути ліквідувати Україну. Д. Медведєв у своєму telegram-каналі також погрожує іншим країнам. Опублікував у своєму telegram-каналі карту, на якій територія Росії охоплює весь схід нинішньої України, включаючи Харківську, Чернігівську, Дніпропетровську, Миколаївську, Одеську, Кіровоградську та Черкаську області. Західна частина нинішньої України на цій карті контролюється Польщею, південно-західна Румунією, а Закарпаття під контролем Угорщини, тож територія самої України обмежується Київською областю. Медведєв стверджує, що таке майбутнє України бачать «західні аналітики».